# Arbeitskreis gegen Internetsperren und Zensur

Logo

Der Arbeitskreis gegen Internetsperren und Zensur (kurz AK Zensur) ist ein Zusammenschluss von juristischen und natürlichen Personen, der sich im Zuge der Diskussion über Netzsperren gegen Kinderpornographie im April 2009 gründete. Der Arbeitskreis spricht sich gegen Internetsperren aus.

## Mitglieder
Mitglieder sind nach Eigenaussage unter anderem die Vereine Antispam, Aktion Umwelt, FoeBuD, der Förderverein Informationstechnik und Gesellschaft (FITUG), das Forum InformatikerInnen für Frieden und gesellschaftliche Verantwortung (FIfF), MissbrauchsOpfer Gegen InternetSperren (MOGiS), netzpolitik.org, die Online-Plattform ODEM.org, Spreeblick sowie Trotz Allem e. V. Verantwortlich für den AK Zensur beziehungsweise den Inhalt zeichnet Alvar Freude, welcher bereits seit Jahren gegen Zensur im Netz aktiv ist. Auch Franziska Heine, die eine Online-Petition gegen die Sperren initiiert hat, gehört dem AK Zensur an. Inhaltlich wie personell bestehen Überschneidungen mit dem Arbeitskreis Vorratsdatenspeicherung.

## Geschichte
Bekanntheit erlangte der Arbeitskreis vor allem durch die Bundestagspetition gegen das Zugangserschwerungsgesetz sowie eine Aktion, mit der nachgewiesen wurde, dass eine Löschung von kinderpornographischen Internetseiten auch außerhalb Deutschlands sehr schnell und unbürokratisch möglich ist. Auch veröffentlichte das (ehemalige) Mitglied MOGiS eine  Meinungsumfrage, die eine seiner Meinung nach manipulative Umfrage des Kinderschutzbundes widerlegte. Ebenso dienten Mitglieder des Arbeitskreises neben dem Chaos Computer Club im Umfeld der Sperrdebatte als politische Diskussionspartner der SPD-Bundestagsfraktion und in dieser als Vertreter der „Netzcommunity“.
Am 5. April 2011 wurde bekannt, dass eines der wichtigsten Gründungsziele, die Bekämpfung von Internetsperren in Deutschland, umgesetzt wird: Die Bundesregierung beschloss, das Zugangserschwerungsgesetz abzuschaffen.